# Bahnstrecke Pirna–Herrenleite
| Ausschnitt der Streckenkarte Sachsen von 1902 |                      |                                                     |                                                     |
| Streckennummer: | 6602; sä. PH         |                                                     |                                                     |
| Kursbuchstrecke: | -                    |                                                     |                                                     |
| Streckenlänge: | 4,825 km             |                                                     |                                                     |
| Spurweite: | 1435 mm (Normalspur) |                                                     |                                                     |
| Maximale Neigung: | 25 ‰                 |                                                     |                                                     |
| Minimaler Radius: | 180 m                |                                                     |                                                     |
| |                      |                                                     |                                                     |
| \| \| \| von Pirna \| \| \| \| 0,000 \| Abzw Pirna-Copitz 136 m \| Abzw Pirna-Copitz 136 m \| \| \| \| nach Kamenz (Sachs) \| \| \| \| 0,800 \| Anst Chemische Werke Zimmermann \| Anst Chemische Werke Zimmermann \| \| \| 0,990 \| Pirna-Copitz \| 156 m \| \| \| 0,954 \| Anst Eisenwerk Copitz / Edelstahlwerke Schmees GmbH \| Anst Eisenwerk Copitz / Edelstahlwerke Schmees GmbH \| \| \| 1,011 \| Anst Sägewerk Hantzsch & Co. \| Anst Sägewerk Hantzsch & Co. \| \| \| 1,164 \| Anst VEB Minol \| Anst VEB Minol \| \| \| 1,820 \| Mockethal \| 156 m \| \| \| 1,943 \| Anst Getreidewirtschaft Pirna \| Anst Getreidewirtschaft Pirna \| \| \| 2,765 \| Anst Steinbruch Förster / NVA-Tanklager \| Anst Steinbruch Förster / NVA-Tanklager \| \| \| 3,534 \| Anst Steinbruch Förster / NVA / Bundeswehrdepot \| Anst Steinbruch Förster / NVA / Bundeswehrdepot \| \| \| 3,783 \| Anst Steinbruch Karsch / NVA / Bundeswehrdepot \| Anst Steinbruch Karsch / NVA / Bundeswehrdepot \| \| \| 4,640 \| Anst Mineralölwerk Herrenleite / NVA / Bundeswehr \| Anst Mineralölwerk Herrenleite / NVA / Bundeswehr \| \| \| 4,825 \| Streckenende \| 197 m \| |                      |                                                     |                                                     |
| Strecke |                      | von Pirna                                           | von Pirna                                           |
| ehemalige Blockstelle | 0,000                | Abzw Pirna-Copitz 136 m                             | Abzw Pirna-Copitz 136 m                             |
| Abzweig ehemals geradeaus und nach links |                      | nach Kamenz (Sachs)                                 | nach Kamenz (Sachs)                                 |
| Abzweig geradeaus und von links (Strecke außer Betrieb) | 0,800                | Anst Chemische Werke Zimmermann                     | Anst Chemische Werke Zimmermann                     |
| Dienststation / Betriebs- oder Güterbahnhof (Strecke außer Betrieb) | 0,990                | Pirna-Copitz                                        | 156 m                                               |
| Abzweig geradeaus und von links (Strecke außer Betrieb) | 0,954                | Anst Eisenwerk Copitz / Edelstahlwerke Schmees GmbH | Anst Eisenwerk Copitz / Edelstahlwerke Schmees GmbH |
| Abzweig geradeaus und von links (Strecke außer Betrieb) | 1,011                | Anst Sägewerk Hantzsch & Co.                        | Anst Sägewerk Hantzsch & Co.                        |
| Abzweig geradeaus und von rechts (Strecke außer Betrieb) | 1,164                | Anst VEB Minol                                      | Anst VEB Minol                                      |
| Dienststation / Betriebs- oder Güterbahnhof (Strecke außer Betrieb) | 1,820                | Mockethal                                           | 156 m                                               |
| Abzweig geradeaus und von links (Strecke außer Betrieb) | 1,943                | Anst Getreidewirtschaft Pirna                       | Anst Getreidewirtschaft Pirna                       |
| Abzweig geradeaus und nach links (Strecke außer Betrieb) | 2,765                | Anst Steinbruch Förster / NVA-Tanklager             | Anst Steinbruch Förster / NVA-Tanklager             |
| Abzweig geradeaus und nach links (Strecke außer Betrieb) | 3,534                | Anst Steinbruch Förster / NVA / Bundeswehrdepot     | Anst Steinbruch Förster / NVA / Bundeswehrdepot     |
| Abzweig geradeaus und nach links (Strecke außer Betrieb) | 3,783                | Anst Steinbruch Karsch / NVA / Bundeswehrdepot      | Anst Steinbruch Karsch / NVA / Bundeswehrdepot      |
| Abzweig geradeaus und von links (Strecke außer Betrieb) | 4,640                | Anst Mineralölwerk Herrenleite / NVA / Bundeswehr   | Anst Mineralölwerk Herrenleite / NVA / Bundeswehr   |
| | 4,825                | Streckenende                                        | 197 m                                               |

Die Bahnstrecke Pirna–Herrenleite war eine nur dem Güterverkehr dienende Nebenbahn in Sachsen. Sie begann in Pirna am Kilometer 44,504 der Bahnstrecke Kamenz–Pirna und führte nach den Steinbrüchen in der Herrenleite. Die Strecke wurde 1998 stillgelegt.

## Geschichte
In der Herrenleite wird schon seit der Mitte des 19. Jahrhunderts Sandstein abgebaut, der sich durch besondere Festigkeit und Wetterbeständigkeit auszeichnet. Im Januar 1900 richteten die Anliegergemeinden eine Petition an den sächsischen Landtag, um eine Industriebahn von Copitz ausgehend durch die Herrenleite nach Dorf Wehlen zu bauen. Da die vorgesehene Strecke ein rentables Verkehrsaufkommen versprach, wurde die Strecke schließlich vom sächsischen Landtag als normalspurige Industriebahn bewilligt.

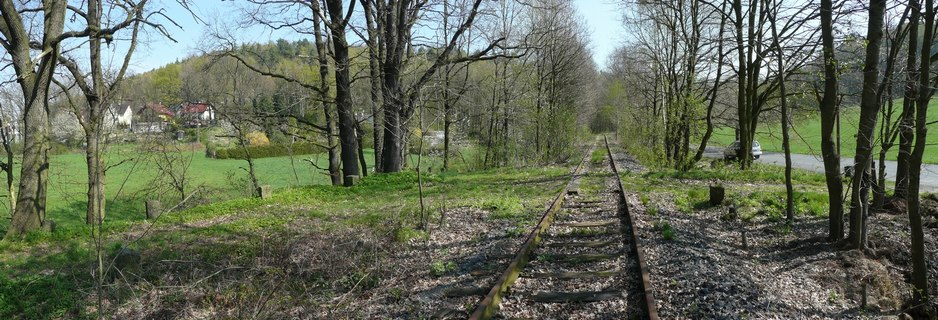
Stillgelegte Strecke in Mockethal (2010)

Am 2. Januar 1906 begannen die Bauarbeiten, die nach einem Jahr abgeschlossen waren. Außer der Verlegung des Baches im Talgrund waren keine größeren Erdarbeiten und auch keine Kunstbauten nötig. Am 20. März 1907 wurde die neue Strecke in Betrieb genommen. Öffentlicher Ladeverkehr fand allerdings nur bis zur Ladestelle Mockethal statt.
Ab August 1944 wurden in der Herrenleite unter dem Decknamen „Carnallit“ Anlagen zur Benzin-Destillation aufgebaut. Das dafür nötige Erdöl wurde während des Zweiten Weltkrieges aus Zistersdorf in Österreich mit Kesselwagen angeliefert. Auch nach dem Zweiten Weltkrieg waren die Anlagen als VEB Mineralölwerk Herrenleite noch in Betrieb.
Ab 1964 übernahm die Nationale Volksarmee das Gelände und nutzte es hauptsächlich als Treibstoff- und Öllager. Im Laufe der Zeit wurde es jedoch wichtiger, Tanktechnik der Luftstreitkräfte bzw. -verteidigung instand zu setzen, und die NVA nutzte es für die Herstellung von Frostschutzmitteln weiter. Für die Abfuhr von Sandsteinen besaß die Strecke in der Folge keine Bedeutung mehr, zumal die meisten Steinbrüche mittlerweile stillgelegt waren.

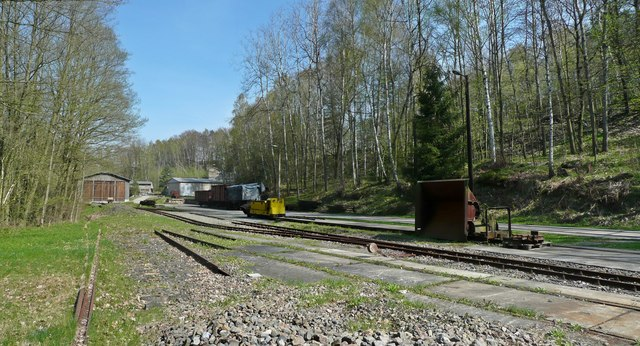
Ehemalige Anschlussbahn der NVA am Endpunkt. Nachnutzer des Areals ist das Feldbahnmuseum Herrenleite (2010)

Auch nach der politischen Wende im Osten Deutschlands 1989 blieb die Strecke als Anschlussbahn zum nunmehrigen Depot der Bundeswehr in Betrieb.
Am 9. September 1996 wurde die Strecke zum Nebengleis des Bahnhof Pirna umgewidmet. Reguläre Zugfahrten fanden zu diesem Zeitpunkt nicht mehr statt. Im Jahr 1998 wurde die Abzweigweiche aus der Strecke Kamenz–Pirna ausgebaut. Eine letzte Zugfahrt erlebte die Strecke zwei Jahre zuvor, als ein Schienenbus die damals noch nicht zugewachsenen Gleise befuhr. Im Jahr 2005 wurden die Gleisanlagen zwischen Kilometer 0,15 und 1,58 abgebaut.
Im Jahr 2006 erwarb der Verein Historische Feldbahn Dresden e. V. die noch vorhandene Strecke ab dem Streckenkilometer 2,1 in Mockethal. Sie wird seitdem museal nachgenutzt. 2024 wurden Fahrten mit Draisinen durchgeführt, langfristig ist ein Umbau auf Feldbahngleise vorgesehen.